# Anomis fatme
Anomis fatme là một loài bướm đêm trong họ Erebidae.